# Henri Goovaerts

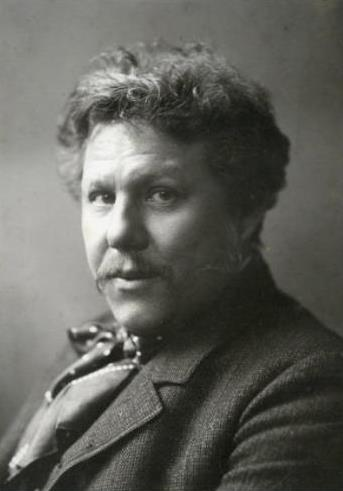
Henri Goovaerts, Foto

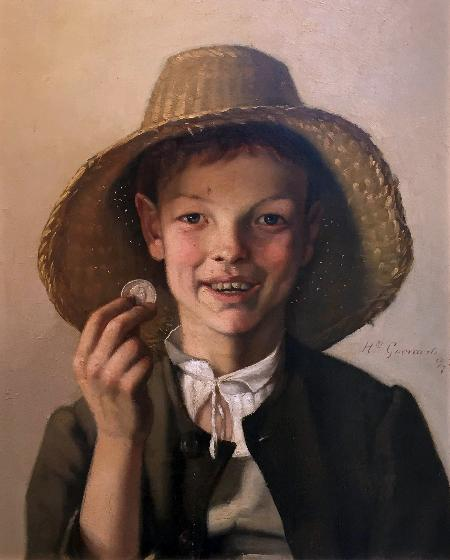
Knabe mit Hut und einer Münze

Henri Florimond Goovaerts (* 13. November 1865 in Maastricht; † 23. August 1912 in St. Pieter, Maastricht) war ein niederländischer Porträtmaler.
Er war zuerst Schüler seines Vaters in Haus- und Dekorationsmalerei.
Er studierte von 1883 bis 1885 an der Zeichenakademie in Mechelen (Belgien), unter anderem beim Akademiedirektor Willem Geerts, dann von 1887 bis 1889 an der Rijksakademie van beeldende kunsten in Amsterdam. In Amsterdam studierte er bei August Allebé und Nicolaas van der Waay. In Amsterdam befreundete er sich mit seinem Kommilitonen Alphonse Olterdissen; sie kehrten nach Maastricht zurück, wo sie eine kleine private Kunstschule eröffneten. Während des Studiums bewarb er sich um den Prix de Rome, den er 1890 gewann.
Er lebte und arbeitete in Maastricht, Mechelen, Amsterdam 1887–1889, Maastricht, war auch im Ausland tätig: Essen 1896, Düsseldorf 1898–1906, Paris 1900–1901 und 1905, Rom 1901, Aachen 1906–1911, dann in St. Pieter bei Mechelen. In Aachen betrieb er ein Atelier.
Er beschäftigte sich hauptsächlich mit der Porträtmalerei. Er schuf über zehn Porträts von Bürgermeistern von Maastricht für die Ratskammer in Maastricht. Er war zudem als Restaurator von Gemälden tätig und schuf auch Kopien nach alten Meistern.